# Applet
Az applet, magyarul kisalkalmazás a számítástechnikában egy olyan kisméretű alkalmazás, mely egy speciális feladatot végez egy nagyobb programon belül, gyakran plug-in módon. Ezt az elnevezést gyakran használják a Java-appletre, mely egy Java nyelven írt programbetét egy weboldalon (honlapon). Appletek gyakran átmeneti vagy kiegészítő feladatokat látnak egy programon belül,  általában önállóan nem működtethetők.

## Történet
Az applet kifejezést először a PC Magazine használta 1990-ben. Az applet koncepciója korábbról származik: a DEL programnyelv leírásánál szerepel, ahol kisebb programrész letöltését említi az NLS rendszerben az ARPANET-en keresztül 1969-ben. Ez a Java előfutára volt az RFC 2555 dokumentumban.